# بطاقة الهوية اليمنية
بطاقة الهوية اليمنية هي وثيقة رسمية تصدرها الحكومة اليمنية لمواطنيها. وهي بمثابة دليل على هوية الشخص الذي يحملها.

## بطاقات الهوية الذكية
أطلقت السفارة اليمنية في الرياض برنامجًا جديدًا يقدم بطاقات ذكية للمواطنين اليمنيين في الخارج. تهدف هذه البطاقات، المجهزة بخصائص أمان بيومترية، إلى تحسين الكفاءة في التعاملات الحكومية وإدارة البيانات. تتبع هذه المبادرة اقتراحًا من الاتحاد الأوروبي عام 2009 لنظام بطاقة هوية مماثل، والذي تم رفضه في النهاية. يمكن للمقيمين اليمنيين في المملكة العربية السعودية الآن تحديد مواعيد عبر الإنترنت للحصول على بطاقاتهم الذكية من خلال عملية مماثلة لإصدار جوازات السفر. كما بدأ إصدار بطاقة الهوية الذكية في عدن، ومع ذلك، اعتبارًا من عام 2024، لا تزال معظم المكاتب الحكومية في اليمن تصدر بطاقة الهوية غير البيومترية السابقة.

## النسخ التاريخية

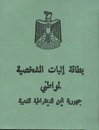
الهوية الوطنية لمواطني جنوب اليمن